# Изложба „Друго београдско Тријенале цртежа и мале пластике” (2015)
Изложба „Друго београдско Тријенале цртежа и мале пластике” се одржала у периоду од 27. новембра до 20. децембра 2015. године у Уметничком павиљону „Цвијета Зузорић” у Београду.

## Уметнички савет
Избор радова за изложбу је обавио Уметнички савет Удружења ликовних уметника Србије:
- Милан Сташевић
- Јулијана Протић
- Маја Бегановић
- Иван Грачнер
- Милош Ђорђевић
- Ранка Лучић Јанковић

## Излагачи
1. Милена Белензада
2. Драгана Бојић
3. Стојанка Бошњак
4. Мирослава Брковић
5. Габријела Булатовић
6. Драгољуб Вајарић
7. Здравко Велован
8. Зоран Вранешевић
9. Милош Вујановић
10. Богдан Вукосављевић
11. Никола Вукосављевић
12. Љубомир Вучинић
13. Оливера Павић Гаврић
14. Немања Голијанин
15. Драгана Грујичић
16. Марион Дедић
17. Данка Димитријевић
18. Јасна Драмићанин
19. Катарина Ђорђевић
20. Немања Мате Ђорђевић
21. Олга Ђорђевић
22. Петар Ђуза
23. Предраг Ђукић
24. Селма Карановић Ђулизаревић
25. Синиша Жикић
26. Весна Зарев
27. Татјана Јанковић
28. Биљана Јевтић
29. Маша Марија Јовановић
30. Маријана Каралић
31. Драгана Кнежевић
32. Јасмина Кнежевић
33. Дамјан Ковачевић
34. Тијана Којић
35. Милутин Копања
36. Зоран Кричка
37. Јелена Крстић
38. Бранка Кузмановић
39. Драгана Купрешанин
40. Марко Лађушић
41. Небојша Лазић
42. Мирослав Лазовић
43. Владимир Лалић
44. Акира Маврић
45. Надежда Марковски
46. Славко Миленковић
47. Ненад Миловановић
48. Далибор Милојковић
49. Небојша Милошевић
50. Никола Милчев
51. Светозар Мирков
52. Миодраг Млађовић
53. Даниела Морариу
54. Доминика Морариу
55. Катарина Недељковић
56. Оливера Марић Недић
57. Милош Ненадовић
58. Сара Николић
59. Бојан Оташевић
60. Катарина Павловић
61. Драгана Додиг Пајковић
62. Зоран Л. Пантелић
63. Јелена Пантовић
64. Маша Пауновић
65. Михаило Паун Пауновић
66. Михаило М. Петковић
67. Милица Петровић
68. Снежана Ранчић Пешић
69. Петар Радловић
70. Братислав Радовановић
71. Војислав Радовановић
72. Слободан Радојковић
73. Марица Радојчић
74. Симонида Радоњић
75. Никола Радосављевић
76. Јован Ракиџић
77. Бранко Раковић
78. Бане Савић
79. Нина Симоновић
80. Сања Сремац
81. Мирољуб Стаменковић
82. Ђорђе Станојевић
83. Тијана Сташевић
84. Драгана Б. Стевановић
85. Владимир Стојановић
86. Добри Стојановић
87. Милан Сташевић
88. Љиљана Стојановић
89. Катарина Стојић
90. Радослав Тадић
91. Александар Тодоровић
92. Томислав Тодоровић
93. Јелена Трајковић
94. Дуња Трутин
95. Владимир Ћурчин
96. Мишо Филиповац
97. Драган Хајровић
98. Сава Халугин
99. Ана Цвејић
100. Драган Цвеле Цветковић
101. Гордана Чекић
102. Јелена Терзић Шалић
103. Иван Шулетић
104. Драган Цоха
105. Павел Чањи
106. Петар Шади
107. Биљана Шево
108. Ивана Швабић

### Медаље и плакете
1. Радмила Будисављевић
2. Милан Верговић
3. Никола Вукосављевић
4. Франо Менегело Динчић
5. Борис Зечевић
6. Никола Јанковић
7. Љубиша Манчић
8. Светозар Марков
9. Зоран Миладиновић
10. Небојша Митрић
11. Михајло Пауновић
12. Милорад Раша Рашић
13. Душан Русалић
14. Екатарина Ристивојев
15. Бане Савић
16. Љубинка Граси Савић
17. Мира Сандић
18. Славка Средовић Петровић
19. Мирољуб Стаменковић
20. Душан Суботић
21. Љубица Тепавички